# کلونسیو کارلوس دا سیلوا
کلونسیو کارلوس دا سیلوا (به پرتغالی: Cleonésio Carlos da Silva) مهاجم اهل برزیل است که در شهر Ibirité، میناس گرایس  و در تاریخ ۱۲ آوریل ۱۹۷۶ به دنیا آمده‌است.
کلونسیو کارلوس دا سیلوا در تیم‌های فوتبال Mamoré سابقهٔ حضور دارد.